# Fahrudin Omerović
Fahrudin Omerović (Doboj, 26 de agosto de 1961) é um ex-futebolista bosníaco que jogava como goleiro.

## Carreira

### Clubes
Debutou na equipe do Sloboda ("Liberdade", em servo-croata), da cidade de Tuzla. Em 1984, foi contratado por um dos principais clubes do país, o Partizan, da capital Belgrado. Defendendo o gol dos alvinegros, Omerović faturou dois campeonatos iugoslavos, em 1986 e 1987, e duas Copas da Iugoslávia, em 1989 e 1992.
Com o irrompimento da Guerra da Bósnia, em 1992, transferiu-se para a muçulmana Turquia, onde jogou por Kocaelispor e İstanbulspor até encerrar a carreira, em 1998. Tendo obtido passaporte turco, lá é conhecido como Fahrettın Ömerlı.

## Seleção
Jogou oito vezes pela antiga Seleção Iugoslava entre 1989 e 1992, figurando na Copa de 1990 como reserva imediato de Tomislav Ivković. Permaneceu na seleção mesmo em meio à Guerra Civil Iugoslava e com a subsequente Guerra da Bósnia, ao contrário de outros bosníacos. Embora alguns tenham disputado as eliminatórias à Eurocopa 1992,  o goleiro foi o único deles que permaneceu na convocação final para a competição,  embora o país viesse a ser posteriormente banido da competição a menos de duas semanas da estreia.
Em 1996, realizou suas três partidas pela Seleção Bósnia, quando o selecionado do novo país pôde estrear.